# 팍스 앤 레크리에이션
《팍스 앤 레크리에이션》(영어: Parks and Recreation)은 2009년 4월 9일 미국 NBC에서 방송을 시작한 시트콤이다. 오피스 미국판 제작진의 그레그 대니얼스와 마이클 슈어가 기획했으며 오피스와 마찬가지로 모큐멘터리 촬영 기법을 사용하고 러시다 존스가 출연하였다. 인디애나주 가상 도시 "포니(Pawnee)"시를 배경으로 하며 시청의 '공원 및 여가부(Parks and Recreation)' 부책임자인 레슬리 노프(에이미 폴러 분)가 공원 및 여가부 동료들과 간호사 앤 퍼킨스(러시다 존스 분)와 함께 버려진 공사 현장 부지를 공원으로 바꾸는 과정에서 벌어지는 일들로 시작된다.
2011년 1월 20일 시즌 3이 중간 개편 기간에 방송을 시작했고 2011년 5월 19일 종영했다. 시즌 4 제작은 2011년 3월 17일 시작되었다. 2015년 시즌 7을 끝으로 종영했다.

## 출연
- 에이미 폴러
- 러시다 존스
- 폴 슈나이더
- 아지즈 안사리
- 닉 오퍼먼
- 오브리 플라자
- 크리스 프랫
- 애덤 스콧
- 롭 로
- 짐 오헤어
- 레타
- 빌리 아이크너
- 패멀라 리드
- 앨리슨 베커
- 루이 C.K.
- 벤 슈워츠
- 저스틴 서로
- 수전 예이글리
- 커크 폭스
- 메건 멀랠리
- 내털리 모랄레스
- 콜턴 던
- 마라 머리니
- 세라 라이트
- 폴 러드
- 캐스린 한
- 존 글레이저
- 루시 롤리스
- 제니 슬레이트
- 마크 에번 잭슨
- 크리스틴 벨
- 헨리 윙클러
- 샘 엘리엇
- 키건마이클 키
- 요마 터코니
- 퍼트리샤 클라크슨
- 대니엘 비수티
- 앤디 샘버그
- 에릭 피어포인트
- 제임스 그린
- 빌 머리
- 에린 헤이스
- 맷 베서
- 닉 크롤
- 댄 캐스털러네타
- 존 호지먼
- 제이미 덴보
- 윌 아넷
- 윌 포테이
- 에릭 에덜스틴
- 게리 위크스
- 준 다이앤 레이필
- 턱 왓킨스
- 제이슨 맨주커스
- 존 래러켓
- 파커 포지
- 프레드 아미슨
- JC 곤살레스
- 숀 헤이스
- 마이클 그로스
- 존 햄
- J. K. 시먼스
- H. 존 벤저민
- 크리스티 브링클리

### 특별 출연
- 존 매케인
- 올림피아 스노
- 조 바이든
- 질 바이든
- 미셸 오바마
- 뉴트 깅그리치
- 키어스틴 질리브랜드
- 오린 해치
- 코리 부커
- 매들린 올브라이트
- 크리스 보시
- 데틀레프 슈렘프
- 존 시나
- 지뉴와인
- 피터 세러피너위치
- 윌코
- 요 라 텡고

## 수상 및 후보지명
| 년도 | 시상식                     | 부문                           | 후보자/후보작                     | 결과t |
| ---- | -------------------------- | ------------------------------ | --------------------------------- | ----- |
| 2010 | 26회 미국 TV 비평가 협회상 | 코미디 부분 최우수 작품상      |                                   | 후보  |
| 2010 | 26회 미국 TV 비평가 협회상 | 코미디 부분 최우수 연기자상    | 닉 오퍼먼                         | 후보  |
| 2010 | 21회 동성애자연합 미디어상 | 최우수 에피소드상              | "Pawnee Zoo"                      | 수상  |
| 2010 | 제 3회 에미상              | 코미디 부분 최우수 조연상      | 닉 오퍼먼                         | 후보  |
| 2010 | 제 3회 에미상              | 코미디 부분 최우수 작품상      |                                   | 후보  |
| 2010 | 제 62회 프라임타임 에미상  | 코미디 부분 최우수 여자 주연상 | 에이미 폴러 (에피소드: "Telethon" | 후보  |

### 선정
- GQ: Sitcom of the Year (2009년)
- 타임: Top 10 TV Series (2009년)
- 타임: Top 10 TV Series (2010년)
- 로스 엔젤레스 타임즈: Best TV Shows (2009년)
- 로스 엔젤레스 타임즈: Top 10 Good Things About TV (2009년)
- 피플지: Top 10 Shows
- TV Squad Top TV Series Of 2010*
- Entertainment Weekly's 2009's Breakout TV Stars
- Ken Tucker's Top 20 TV Shows of 2009 (Entertainment Weekly)
- New York Magazine's Killer Dads and Family Comedies: The Best TV of 2009
- 샌프란시스코 크로니클: Season's Top Comedies (2009년)
- 피츠버스 포스트 가젯: Best of 2009
- Newark: Star-Ledger's Best of 2009

### 시청률
| 시즌 | 방송시간 (EST)                                    | 첫 방송일       | 마지막 방송일   | 방송년도  | 순위 | 시청자 수 (백만) |
| ---- | ------------------------------------------------- | --------------- | --------------- | --------- | ---- | ---------------- |
| 1    | 목요일 8:30/7:30c                                 | 2009년 4월 9일  | 2009년 5월 14일 | 2008-2009 | #96  | 6.0              |
| 2    | 목요일 8:30/7:30c                                 | 2009년 9월 17일 | 2010년 5월 20일 | 2009-2010 | #108 | 4.80             |
| 3    | 목요일 9:30/8:30c                                 | 2011년 1월 20일 | 2011년 5월 19일 | 2010-2011 | #116 | 5.1              |
| 4    | 목요일 9:30/8:30c                                 | 2011년 9월 22일 | 2012년 5월 8일  | 2011-2013 | #134 | 4.4              |
| 5    | 목요일 9:30/8:30c (2012) 목요일 8:30/7:30c (2013) | 2012년 9월 20일 | 2013년 5월 16일 | 2012–2013 | 111  | 4.06             |
| 6    |                                                   | 2013년 9월 26일 | 2014년 4월 24일 | 2013–2014 | 115  | 3.76             |
| 7    |                                                   | 2015년 1월 13일 | 2015년 2월 24일 | 2014–2015 | 119  | 4.57             |